# Broue
Broue est une comédie théâtrale québécoise. L'action se déroule dans une taverne où différents personnages hauts en couleur échangent sur leurs travers. Présentée plus de 3 000 fois sur une période continue de 38 ans et vue par plus de 3 millions de spectateurs, Broue est considérée comme le plus grand succès de l’histoire du théâtre au Québec. Les comédiens de la pièce ont annoncé le 21 mars 2017 la fin des représentations de la pièce mythique en avril. La dernière représentation a eu lieu le 22 avril 2017.
Le terme broue désigne la mousse de la bière au Québec. Par métonymie, il peut aussi désigner la bière elle-même. Les événements de la pièce se déroulent la veille du jour où les tavernes du Québec seront obligées de par la Loi à admettre les femmes. Les personnages y affluent pour célébrer cette tradition qui se perd avec la montée du féminisme.

## Historique

### 1979 - Création de Broue
Les premières représentations de Broue ont eu lieu au théâtre des Voyagements situé au 5145 rue St-Laurent à Montréal. Le théâtre est une ancienne usine manufacturière qui a été réaménagée en salle de spectacle par la troupe de comédiens Les Voyagements. La salle avait une capacité de 80 spectateurs. Broue, présentée pour la première fois le 21 mars 1979, était alors le premier spectacle offert dans ce nouveau théâtre. Il s'agissait de la quatrième création en cinq ans de la troupe.
La troupe Les Voyagements s'est formée en 1975. À ce moment, elle était composée de Marc Messier, Marcel Gauthier, Michel Côté ainsi que sa femme Véronique Le Flaguais. Ils collaboraient fréquemment avec leur auteur maison Michel Garneau. Ils faisaient du théâtre expérimental, différent de ce qui était habituellement présenté. Leurs premières réalisations s’intitulent Les Voyagements, Rien que la mémoire, Adidou Adidouce, toutes présentées à la Maison des Arts de La Sauvegarde. En raison de la vente de l’établissement, ils sont contraints de se mettre à la recherche d'un nouveau local,. Pour cette raison, ils décident de créer leur propre théâtre en investissant 3 500 $ chacun dans la rénovation de l'usine.
Pour démarrer leur projet, les comédiens ont approché une dizaine d’auteurs pour produire des textes de 10 minutes sur le thème des tavernes. Leur auteur maison, Michel Garneau, était dans l'impossibilité de leur fournir les textes dû à la maladie. Parmi les auteurs approchés, on comptait Claude Meunier, Jean-Pierre Plante, Francine Ruel, Louis Saia, Jean Barbeau, Germain Beauchamp, Gaston Caron et Robert Gurik,. À la réception des textes, les comédiens Marc Messier, Marcel Gauthier et Michel Côté montent la pièce en deux semaines et demie en triant les textes et en créant les transitions entre les scènes. Seuls les textes de Claude Meunier, Jean-Pierre Plante, Francine Ruel et Louis Saia sont retenus.
La pièce prend la forme d’une série de neuf sketches mettant en scène 21 personnages typiques de l’époque des tavernes que les journalistes surnomment « la faune ». Les nombreux personnages sont tous joués par les trois mêmes comédiens. Toutes les scènes se déroulent dans un décor unique de la taverne Chez Willy. Le décor a été créé par Denis Rousseau et les costumes par François Laplante. La musique a été composée par Robert Marien. La mise en scène est signée par Michel Côté, Marcel Gauthier et Marc Messier avec la participation de Francine Ruel, Johanne Seymour et Guy Parent.
À l'été 1979, Broue est présentée au théâtre de l'Atelier du parc Jacques-Cartier à Sherbrooke à la suite de l'invitation du comédien Pierre Gobeil,. La capacité du théâtre est de 150 spectateurs. Les comédiens y retourneront à l'été 1980, avec une pièce modifiée en grande partie et avec un décor démontable.
Fait peu connu : l’équipe originale de Broue a cédé une seule fois les droits de la pièce, au cours des 38 ans de son histoire, si l’on exclut les traductions et les adaptations européennes. À l’invitation des Voyagements, Gilles Provost, alors directeur artistique du Théâtre de l’île de Hull (maintenant Gatineau), et qui connaissait Michel Côté, avait assisté en 1979 à une représentation de la pièce sur la petite scène du 5145 rue St-Laurent à Montréal. Après la tombée de rideau, il demande les droits de la pièce, qui lui sont cédés volontiers pour une durée d’un mois, car la pièce n’est pas encore connue et les perspectives de la jouer dans le futur demeurent imprécises. C’est en effet seulement deux jours après le passage de Gilles Provost que Louise et Jean Duceppe verront la pièce. Le Théâtre de l’île a donc le privilège de présenter une production professionnelle originale de Broue du 26 mars au 26 avril 1980, sous la direction de Gilles Provost. Les comédiens sont Claude Lavoie, Paul Latreille et Robert Côté. Le décor est signé Louise Campeau. La pièce connaîtra un "succès fou", faisant presque salle comble à chacune de ses 29 représentations dans la petite salle de 106 places.

### Années 1980 - Début du succès
La Compagnie Jean-Duceppe leur offre de présenter la pièce au Théâtre Port-Royal de la Place des Arts de Montréal à l’automne 1980 et de partir ensuite en tournée dans toute la province. La pièce est si bien accueillie par le public qu’une autre tournée est déjà planifié pour le printemps 1981. Selon les comédiens, c'est un tournant important pour le succès et la popularité qui ira toujours grandissante de la pièce. Ils ont ensuite créé leur propre compagnie de production Les 3M en 1982.
De mars 1979 à décembre 1980, il y a eu 250 représentations dans la province de Québec et environ 70 000 spectateurs.

### Fin de Broue
En 2004, les comédiens avaient annoncé, avec humour, une première tournée d’adieu. Les comédiens ont songé pendant des années à la retraite avant de prendre une décision définitive. En novembre 2013, le maire de Trois-Rivières les avait reçus à l’hôtel de ville pour souligner la fin de la pièce alors que ce n'était pas le cas.
En décembre 2014, une nouvelle tournée d'adieu est annoncée, mais vu la rapidité à laquelle les billets se sont vendus, les comédiens ont renoncé à la retraite,.
La fin de Broue est confirmée à l’émission Tout le monde en parle le 19 mars 2017 par les trois comédiens. Les comédiens ont pris la décision en janvier 2017, sans en parler immédiatement. Leur âge avancé pour le rythme de tournée, leur équipe de producteurs (Jean-Claude l’Espérance et Louise Claude) qui parlaient de retraite, leur techniciens qui sont avec eux depuis plus de 30 ans et leur souhait de terminer avec des salles pleines qui était exaucé furent les facteurs décisionnel de leur retraite,.
La dernière a donc eu lieu à la salle Maurice O’Bready du centre culturel de l’université de Sherbrooke le 22 avril 2017. Il s’agissait de la 3322e représentations et 3 394 195 spectateurs. Michel Côté comparait les adieux à chacun de ses personnages comme s’il les apportait au cimetière. Ils estiment de vivre la séparation avec leur personnage et la pièce comme un deuil,,. La pièce a eu une durée totale de 38 ans avec la même distribution. Certaines critiques mentionnent que la magie et le succès de Broue vient de la complicité des trois comédiens et de leurs talents à interpréter leurs personnages. Ils arrivent à improviser sur scène lorsque la situation se présente sans perdre le fil de la pièce.
Des producteurs ont annoncé leur intérêt d’acquérir les droits d’auteur de la pièce Broue afin de la faire revivre dans un nouveau décor et avec de nouveaux comédiens. Selon les comédiens, il faudra attendre quelques années afin de créer une nouvelle vision de la pièce.
Le décor, les costumes et les accessoires de la pièce Broue sont donnés au Musée de la civilisation de Québec en avril 2018,. Ils font désormais partis de la collection nationale du musée et seront présentés au public lors d'une exposition en 2019.

### Broue nouvelle administration
Une nouvelle administration fait revivre la pièce depuis le 6 juin 2019 avec les comédiens Benoît Brière, Martin Drainville et Luc Guérin,,.

## Autres versions
La pièce a été traduite et adaptée dans différents pays à travers le monde notamment au Canada anglais, aux États-Unis, en Belgique et en France. Plus de 800 représentations ont eu lieu avec une distribution différentes ailleurs dans le monde.

### Brew
La pièce Broue est traduite et adaptée pour le public anglophone en 1982 sous le nom Brew. La pièce a été traduite par Michel Fremont-Côté et David McDonald. Elle a été jouée par les trois mêmes comédiens québécois qui ont dû suivre des cours d’anglais. La première a eu lieu au théâtre Centennial à Lennoxville, le 16 septembre 1982. Ensuite, ils ont joué au théâtre Centaur à Montréal, le théâtre anglophone le plus réputé de la province. Ils ont ensuite tourné à Vancouver au East Cultural Centre le 31 décembre 1982. La Centre Stage Company a importé la pièce au théâtre The Bluma Appel du centre St-Laurent à Toronto le 7 octobre 1983,. La scène mettant en vedette un homme d’affaires anglophone et deux travailleurs de la construction francophone discutant dans leur propre langue maternelle n’a pas été traduite, elle a été jouée dans sa version originale.
En 1984, pour combler la demande au Canada anglais et aux États-Unis, la distribution a été donnée aux comédiens Patrice L’Écuyer, Guy Mignault et Marcel Leboeuf,.
Le 13 juin 1984, la pièce a été jouée pour la première fois aux États-Unis au USA stage Company à Allentown.

### Belgique
En Belgique, la pièce a été produite dans deux des trois langues officielles du pays soit en français et en flamand.
La version française, Chez Willy, a été adaptée à la sauce belge par Martine Willequet et produit par Alain Leempoel. La pièce a démarré le 15 octobre 1990 à l'auditorium du Passage 44, à Bruxelles et a été jouée pendant plus de 7 ans. C’est après avoir vu la version québécoise de Broue et avoir remarqué les similitudes entre la culture québécoise et belge qu’Alain Leempoel a eu le désir d’adapter la pièce,. Les comédiens Bernard Cogniaux, Michel de Warzée et Michel Kartchevsky assurent l’exécution des personnages. Les comédiens québécois ont participé à la mise-en-scène et à la production de la pièce Chez Willy. Il y a eu 400 représentations et 115 000 spectateurs. Certaines critiques belges ont mentionné «Plus belge que ça, tu meurs!» et «On ne pourrait pas imaginer cette pièce ailleurs qu’en Belgique!» alors que la pièce est québécoise. Le slogan de la pièce indiquait «spectacle typiquement belge».
La version flamande In’t Zicht van de Statie a été produite à deux reprises dans deux théâtres d’Anvers, soit en 1992 et en 2003.

### France
En décembre 2009, Thomas Le Douarec, metteur en scène et comédien français, a acquis les droits d’adaptation de la pièce pour en faire une version en France. Ce n’est qu’en 2013 que la version française, renommée Cul sec, a été présentée pour la première fois.
La pièce a été à l’affiche lors de l’événement de théâtre du festival Off d’Avignon au théâtre Arto d’une capacité de 70 places, du 6 au 31 juillet 2013. Elle a été adaptée par Michèle Bourdet et Thomas Le Douarec qui a aussi produit et assuré la mise-en-scène. Cette version française est une adaptation libre qui s’inspire de la structure et des personnages de la version originale, mais n’est pas une version de Broue à la française, il s’agit d’une nouvelle création,. La taverne a été remplacée par un bistro de quartier nommé Chez Gigi. Les personnages ont dû être transformés et adaptés et on en a même inventé de nouveaux afin de mieux interpréter la culture française. Les comédiens Didier Constant, Philippe Vieux et Christian Mulot incarnent les personnages. Selon Thomas Le Douarec, le plus dur a été de faire accepter les textes par les 7 auteurs québécois.
Le comédien Jacques Villeret avait déjà approché les auteurs de Broue auparavant pour en faire une adaptation, mais le projet a été avorté.

## Prix et distinctions
,
- 7 décembre 2017 : Croix du service méritoire remise par Julie Payette, la gouverneure générale du Canada[39];
- 16 février 2012 : Prix hommage Rideau 2012, gala des prix rideau au théâtre Capitole;
- 12 novembre 2009 : Médaille d’honneur de l’Assemblée nationale du Québec pour honorer le 30e anniversaire de la création de la pièce[40];
- 26 septembre 2006 : Guinness World Record : Record mondial de longévité d'une pièce jouée avec la même distribution[41]. À ce moment, il y avait 2726 représentations en 27 ans[42]. L'attestation a été remise par Claude Charron au théâtre St-Denis;
- 21 mars 1999 : Olivier exceptionnel : Prix exceptionnel pour les 20 ans de Broue, au premier Gala Les Olivier[43],[44];
- 22 novembre 1995 : Intronisation sur la Promenade des stars (Walk of Fame), Première cérémonie d’intronisation sur le trottoir de la rue Alexandre-de-Sève à Montréal;
- 20 novembre 1994 : Prix spécial de l’Académie québécoise du théâtre pour la soirée des Masques (premier gala du théâtre québécois) ;
- 2 octobre 1994 : Prix Gémeaux dans la catégorie du meilleur spécial de variétés pour l’émission « Les 15 ans de Broue »;
- 1991 : Prix Sourire, Décerné par l’association belge du spectacle. Pour la première fois depuis 1959, ce titre convoité couronne un spectacle et non un acteur;
- Février 1984 : Prix Chaslmers Canadian Play Awards à Toronto, une des meilleures pièces de la saison théâtrale 1982-1983 pour la version Brew.